# Bruine bosrankspanner
De bruine bosrankspanner (Horisme vitalbata) is een nachtvlinder uit de familie Geometridae, de spanners. De voorvleugellengte bedraagt tussen de 15 en 17 millimeter. De vlinder overwintert als pop.

## Waardplanten
De bruine bosrankspanner heeft bosrank als waardplant, en ook wel andere soorten clematis.

## Voorkomen in Nederland en België
De bruine bosrankspanner is in Nederland en België een zeer zeldzame soort. In Nederland zijn enkele waarnemingen bekend, vooral uit het zuiden van het land. Ook in België wordt de soort weinig gezien, en komen de waarnemingen vooral uit de provincie Namen. De vlinder kent twee generaties die vliegen van eind april tot halverwege augustus.